# Studii de gen

Multiple identități de gen

Studiile de gen sunt un domeniu de studiu interdisciplinar orientat spre identitatea de gen și reprezentarea gender ca și categorii centrale de analiză. Acest domeniu include studii despre femei (ce țin de femei, feminism, gender și politică), studii despre bărbați și studii despre LGBT.
Apariția și dezvoltarea studiilor despre femei (Women’s Studies) poate fi considerată ca una din cele mai remarcabile inovații în curicula învățământului superior din ultimele decenii fiind o consecință academică a mișcării feministe.

## De ce Studii despre femei
Studiile despre femei înseamnă studii făcute de femei sau de bărbați, despre femei (cu accent pe explicarea poziției lor în societate, pe analiza patriarhatului la nivel instituțional, ideologic, subiectiv) și pentru femei (servind înțelegerea propriei identități dintr-o perspectivă nesexistă).
Studiile despre femei, cu cele două componente - cea educativă și cea de cercetare - au început să caute răspunsuri la întrebări de tipul: de ce atât de puține femei profesor ? Unde sunt femeile în istorie, filozofie, sociologie, etc.? De ce femeile sunt definite doar în relație cu alții, în speță cu bărbatul ca „normă”. Care este melanjul real dintre moștenirea biologică și cea culturală în formarea identității sexuale și în atribuirea rolurilor în societate? De ce activitatea casnică nu este considerată și evaluată ca muncă ? Care sunt diferențele între instituția maternității și sentimentul matern? Experiențele specific femeiești dau un privilegiu epistemic femeilor ?
Sub titulatura „studii despre femei” s-a conturat un teren larg de cercetări inter-, trans- și mu1ti-discip1inare în care au fost folosite diverse subiecte, metode și perspective teoretice. Intrând în polemică cu cercetarea și teoriile tradiționale, studiile despre femei au propus schimbări de optică în sociologie (propunând o alternativă la pretinsa obiectivitate, neutralitate și universalitate a cunoașterii științifice prin introducerea variabilei “diferența sexuală” în inima cercetării teoretice) în filozofie (prin reevaluarea gândirii dihotomice, și propuneri de revizuire a eticilor tradiționale), în psihanaliză (prin replici pertinente la teoriile de tip freudian), în medicină, istorie, economie, etc.

## Studii despre femei/Studii de gen/Studii feministe
Motivele de divergență și regrupări în interiorul celor ce activează, predând sau cercetând, în acest domeniu țin de:
- considerarea studiilor despre femei ca discipline autonome (ceea ce după unii ar duce la o “ghetoizare a domeniului) sau integrarea lor în programele deja existente în universități (ceea ce spun alții, ar însemna recunoașterea statutului de inferioritate al disciplinei;
- titulatura lor; „studii despre femei” este un concept preluat din America și exportat în țările anglofone. Studii feministe este replica europeană, ce angajează din start o anumită poziție, cea feministă față de obiectul studiului. Studii de gen, cea mai recenta propunere (studii nu atât despre femei, ci despre relațiile bărbați/femei, deci și despre bărbați) primită inițial cu entuziasm este considerată în prezent ca fiind inoperantă (multe țări nu au un corespondent lingvistic) și impunând o prea mare neutralitate;
- relația cu mișcările sociale. Unii consideră studiile despre femei indispensabil legate de mișcările și revendicările sociale, alții văd în ele un domeniu de sine stătător (cu originile în mișcarea de eliberare care poate prelua idei sau se poate “pierde” în detalii teoretice abstracte).
- validitatea lor ca cercetări în primul rând teoretice sau ca în primul rând aplicate.

## Evolutia studiilor de gen
Inițial, schimbarea curiculară propusă și produsă de acest tip de cursuri a însemnat conștientizarea absenței femeilor și umplerea unui gol de informație. Apoi s-a trecut la tratarea femeilor ca un grup dezavantajat, subordonat (prin cursuri de tip “Femeile și Politica”, “Femeile și mass media”). A urmat apoi un stadiu în care femeile au fost studiate prin proprii termeni, în cadrul unor cursuri centrate pe femei care încercau să impună un separatism epistemologic conturând paradigme înafara celor existente. Mai recent s-a trecut la faza de integrare în care, prin intermediul genului considerat categorie centrală de analiză, sunt chestionate toate disciplinele academice tinzându-se către o transformare curiculară generalizată care să propună o viziune inclusivă asupra experienței umane bazată pe diferență, diversitate.
Comunitatea științifică și academică a acceptat greu instituționalizarea oficială a unor asemenea cursuri și cercetări ca “alternativă la cunoaștere”. În America, țara de baștină a feminismului, primul curs a fost ținut în 1960, dar primul program de studii despre femei, oficial integrat a apărut în 1970 în San Diego. În 1982 existau deja peste 3000 de cursuri individuale, 430 instituții ce ofereau asemenea cursuri (dintre care 45 ofereau Master și 10 doctoratu1) și 28 centre de cercetare ce erau axate pe problemele femeilor. Primul curs în Ang1ia a fost ținut în perioada 1968—1969 de către o celebritate în materie, Juliett Mitchell, la Anti-University. Australia a sărbătorit în 1993, 20 de ani de la înființarea primului curs de acest tip. În general în toate țările vestice popularitatea unor asemenea cursuri și proiecte de cercetare în cadrul instituțiilor de învățământ superior sau în afara lor, în centre de studii autonome, a crescut rapid.

## Studiile de gen în Romania
În România se poate considera că la acest moment feminismul academic este mai dezvoltat decât cel activist. Ca în majoritatea țărilor din estul Europei, introducerea acestor tipuri de cursuri a început după anii 1990 și s-a materializat într-un număr din ce în ce mai mare de module de gen în cadrul unor facultăți din București, Cluj, Timișoara, Iași. Competențele în domeniu au crescut semnificativ și ca urmare, din 1998, la inițiativa prof. dr. Mihaela Miroiu, a luat ființă un Masterat de Studii de Gen în cadrul Facultății de Științe Politice a Școlii Naționale de Studii Politice și Administrative din București.
Informații suplimentare despre programele de studii de gen din România pe website AnA: http://www.anasaf.ro.
Vezi și Grup interdisciplinar pentru studii de gen, Masterat de gen și politici publice, Societatea de analize feministe AnA.